# Daïra de Ramka
La daïra de Ramka est une circonscription administrative algérienne située dans la wilaya de Relizane. Son chef-lieu est situé sur la commune éponyme de Ramka.
La daïra regroupe les deux communes de Ramka et Souk El Had.